# 生野ダム
生野ダム（いくのダム）は、兵庫県朝来市生野町竹野原地先、二級水系市川本川上流部に建設されたダムである。

## 沿革
市川は二級河川であるが、流路延長70.7kmと県内では武庫川・千種川とならぶ代表的な二級河川である。流域には姫路市を始め人口が多い地域を擁している。しかしながら当時は河川整備はあまり進んでいるとはいえず、大雨の際には度々増水し沿岸に被害を与えていた。一方姫路市の人口増加によって次第に郊外においても宅地化は進行し、これに伴い堤防の建設といった河川整備が次第に行いづらくなっていた。さらに人口増加は上水道需要の増加をもたらし、かつ播磨灘沿岸の播磨臨海工業地帯は「工業整備特別地域」に指定されたこともあって新日本製鐵や山陽特殊製鋼等の大規模製鉄所が進出、工業用水の需要も急速に高まった。だが、元来瀬戸内海気候に属する播磨平野は少雨傾向が強く、古来より溜池が多く建設されているように水の確保が難儀な地域であり、渇水時には姫路市でも給水制限を余儀なくされていた。
こうしたことから、市川の治水と利水を効率的に図るべく多目的ダムによる総合開発が妥当という結論に達し、兵庫県県土整備部は「市川総合開発事業」を1968年（昭和43年）より計画。その根幹事業として生野銀山のある朝来郡生野町の竹原野地点の市川本川に補助多目的ダムを建設することになった。これが生野ダムである。

## 概要
生野ダムは1968年より実施計画調査に入った。ダム建設によって生野町の58世帯が水没する事から補償交渉が持たれ、補償交渉妥結後1970年（昭和45年）7月よりダム本体工事に着手。1972年（昭和47年）10月1日に試験的にダムを貯水する「試験湛水」が行われ、同年末完成した。
ダムの型式は重力式コンクリートダム、堤高は56.5m。市川沿岸の洪水調節、姫路市砥堀地点における慣行水利権分の用水確保を目的とする不特定利水、姫路市への上水道及び工業用水供給が目的である。その後ダム上流部の市川本川には関西電力が奥多々良木発電所の上池として黒川ダム（傾斜土質遮水壁型ロックフィルダム・98.0m）を1974年（昭和49年）に完成させるが、更に増大する播磨地域の水需要に対処すべく、兵庫県企業庁は「兵庫県水道用水供給事業」を実施した。この中で生野ダムを始めとする既設の県営ダムの他、黒川ダムや呑吐ダム（志染川）等本来は上水道や工業用水供給を目的としないダムに関しても水源とすることで水需要の増大に対応するものである。
この結果1979年（昭和54年）には黒川ダムから姫路市などへ水道用水が供給されることとなり、市川水系の2ダム（生野ダム・黒川ダム）は姫路市の水がめとして大きな役割を持つようになり、水力発電（奥多々良木・大河内発電所）と共に市川水系は地域の発展に欠かせない重要な水系となった。

## 銀山湖
生野ダムによって形成されたダム湖は周囲12kmの面積を持ち、地元の生野銀山にちなみ銀山湖と呼ばれる。西日本随一の釣り場であり、コイ、マス、へらブナなどが釣れる。特にブラックバスフィッシングに関してはプロフィッシングの大会も開催されている程であり、湖釣りのメッカとして全国的にその名が知られている。また、湖中央部には淤加美神社（おかみじんじゃ）が浮かぶ珍しい光景を目にすることもできる。尚、奥只見ダムの人造湖の正式名称も銀山湖であり、当地にあった銀山に由来している。
貸しボートがあり、近隣ではキャンプも楽しめる。国道429号を北上すると黒川渓谷・黒川ダムへ至るが、ダム直下流には「美人の湯」として入浴客も多い黒川温泉や黒川ダム湖畔にある黒川風力発電所（認可出力150kW）の風車もあり、観光地となっている。下流には1973年（昭和48年）まで操業していた生野銀山があり、播但連絡道路を利用して姫路城や城崎・出石方面へのアクセスも比較的良い。
蛭の一種のヤマビルが多いので、春先から秋にかけては頭部、襟や足元などにディートなど忌避剤をスプレーするなどの対策をしたほうが無難。

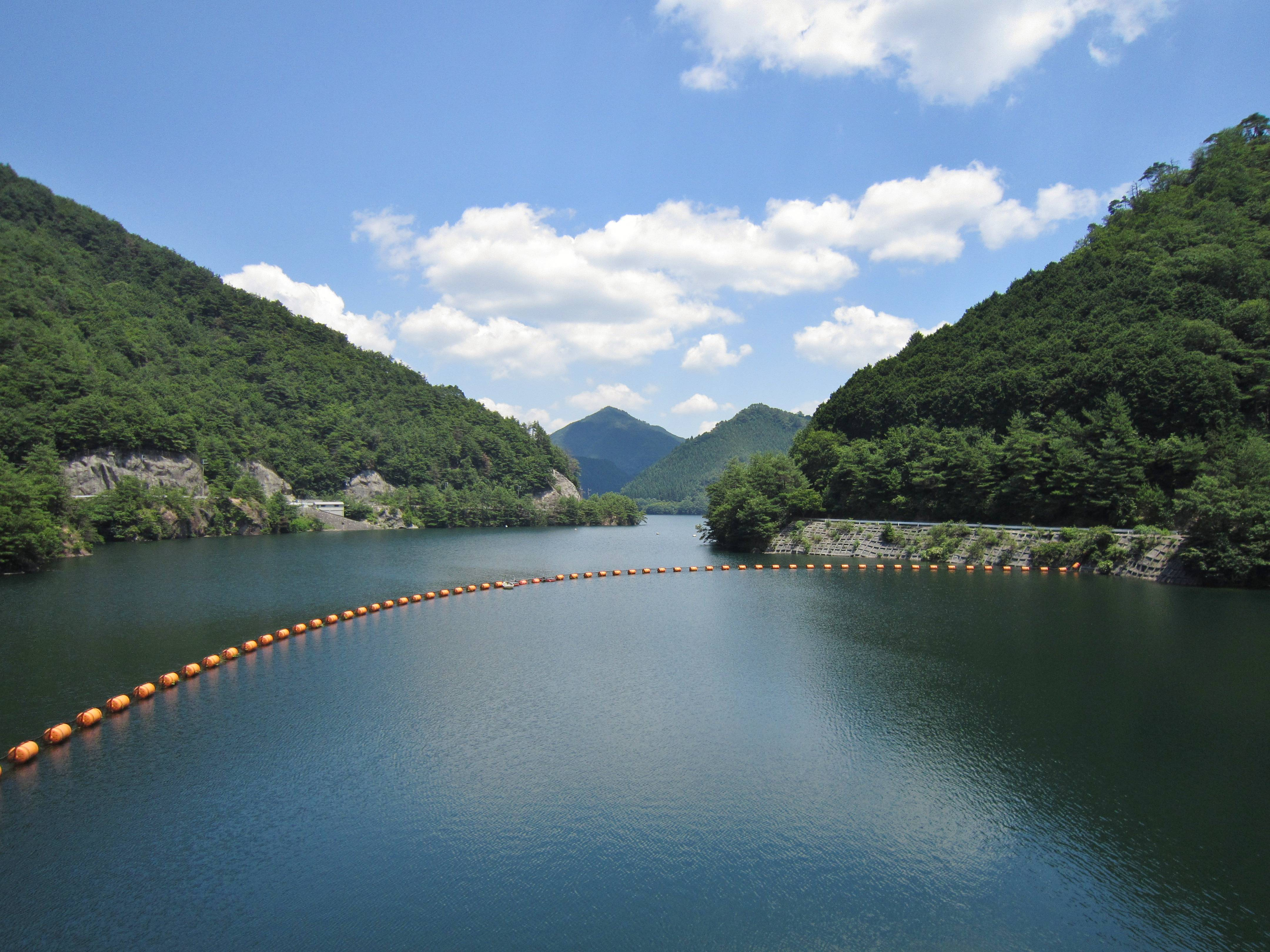
銀山湖
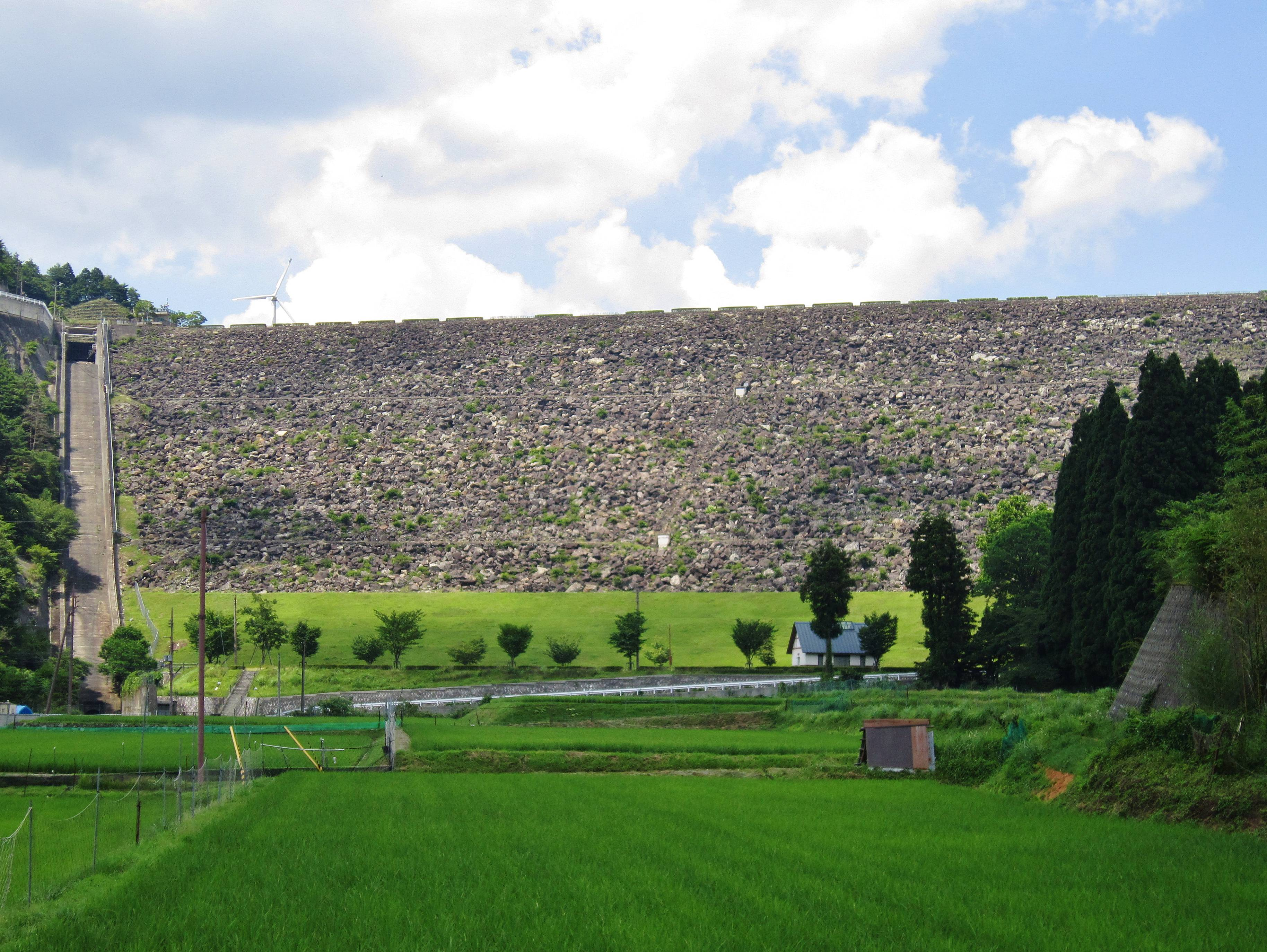
黒川ダム